# Liolaemus tromen
Liolaemus tromen — вид ігуаноподібних ящірок родини Liolaemidae. Ендемік Аргентини.

## Поширення і екологія
Liolaemus tromen мешкають в департаменті Чос-Малаль в провінції Неукен. Вони живуть в кам'янистій місцевості, порослій чагарниками. Зустрічаються на висоті від 1800 до 2200 м над рівнем моря. Є всеїдними, відкладають яйця.